# Kharela
Kharela é uma cidade e uma nagar panchayat no distrito de Mahoba, no estado indiano de Uttar Pradesh.

## Geografia
Kharela está localizada a 25° 33′ N, 79° 49′ L. Tem uma altitude média de 145 metros (475 pés).

## Demografia
Segundo o censo de 2001, Kharela tinha uma população de 13,466 habitantes. Os indivíduos do sexo masculino constituem 54% da população e os do sexo feminino 46%. Kharela tem uma taxa de literacia de 54%, inferior à média nacional de 59.5%: a literacia no sexo masculino é de 65% e no sexo feminino é de 41%. Em Kharela, 17% da população está abaixo dos 6 anos de idade.